# Gute Freunde kann niemand trennen

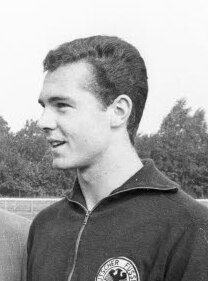
Franz Beckenbauer (1965)

Gute Freunde kann niemand trennen ist ein vom deutschen Fußballspieler Franz Beckenbauer eingesungenes Lied. Es erschien am 7. Dezember 1966 als B-Seite der Single Du allein.

## Entstehung und Artwork
Geschrieben wurde Gute Freunde kann niemand trennen von Komponist Rolf Arland und Textdichter Kurt Hertha, die zur Veröffentlichungszeit zu den erfolgreichsten Liedautoren des deutschen Schlagers zählten.
Das Frontcover der Single zeigt ein Porträt des lächelnden Franz Beckenbauers, der im orangeroten Hemd in die Kamera blickt und sich auf seine verschränkten Hände lehnt. Der Hintergrund ist grau und der Schriftzug „Franz Beckenbauer“ befindet sich links oben in Versalien; die Buchstaben sind weiß mit roter Umrandung. Der Liedtitel Du allein links unten ist orange; darunter befindet sich der Titel Gute Freunde kann niemand trennen in hellgrüner Farbe. Rechts oben stehen das Logo des Musiklabels Polydor und die Katalognummer 52 747. Die Schallplatte erschien im selben Jahr mit leicht veränderter Schallplattenhülle; hier ist von Franz Beckenbauer nur der Bereich bis knapp unter dem Hals zu sehen. Die Schriftzüge „Franz Beckenbauer“ und „Du allein“ sind hier in roter Schrift zu lesen und „Gute Freunde kann niemand trennen“ in weißer Schrift mit hellgrüner Umrandung. Beide Versionen tragen dieselbe Katalognummer.

## Veröffentlichung und Promotion
Die Erstveröffentlichung von Gute Freunde kann niemand trennen erfolgte als B-Seite der 7″-Single Du allein am 7. Dezember 1966. Sie erschien unter dem Musiklabel Polydor. Verlegt wurde das Lied durch die Riva Edition August Seith KG. Am 16. Juni 2024 erschien das Lied auf der EP Des Kaisers schönste Lieder, die im Musiklabel Polydor unter der Katalognummer 0602465126341 veröffentlicht wurde. Das Album war auf 1000 Exemplare limitiert und enthält alle vier Lieder von Franz Beckenbauer – neben den beiden Stücken dieser Single noch Du bist das Glück und 1:0 für die Liebe.

## Hintergrund
Das Lied wurde Ende 1966 veröffentlicht, kurz nachdem Beckenbauer als Teil der deutschen Nationalmannschaft bei der Fußball-Weltmeisterschaft 1966 den zweiten Platz erreicht hatte. Seine zweite Single Du bist das Glück war kommerziell nicht mehr erfolgreich. Er selbst sagte zu seinen beiden Singleveröffentlichungen: „Zwei Schallplatten habe ich besungen. So schlecht, wie andere meinen, singe ich gar nicht.“

## Inhalt
„Gute Freunde kann niemand trennen

Gute Freunde sind nie allein

Weil sie eines im Leben können

Füreinander da zu sein“

Musikalisch ist das deutschsprachige Lied im Bereich des Schlagers zu verorten. Das Tempo beträgt 115 Schläge pro Minute. Die Tonart ist F-Dur. Inhaltlich handelt das Lied von der Unzertrennlichkeit einer guten Freundschaft, in der man besonders in schlechten Zeiten füreinander da sei („Aber in schweren Tagen / Da brauchst du einen Freund“).
Aufgebaut ist das Lied aus einem Refrain, zwei Strophen und einem Outro. Das Lied beginnt mit der zweimaligen Wiederholung des vier Verse umfassenden Refrains, auf die die erste Strophe folgt, die ebenfalls aus vier Versen besteht. Auf die erste Strophe folgt erneut doppelt der Refrain sowie eine vierzeilige zweite Strophe. Nach dieser endet das Lied mit dem Outro, das aus der vierfachen Wiederholung von „Gute Freunde“ besteht.

## Mitwirkende
| Liedproduktion - Rolf Arland: Komponist - Franz Beckenbauer: Gesang - Kurt Hertha: Liedtexter | Unternehmen - Polydor: Musiklabel - Riva Edition August Seith KG: Musikverlag |

## Rezeption
Das deutschsprachige Internetportal schlagerprofis.de bezeichnete das Lied zu Beckenbauers Tod als einen „echten Evergreen“.
In der Bundesliga-Partie des FC Bayern München gegen die TSG 1899 Hoffenheim (3:0), dem ersten Spiel nach dem Tod von Franz Beckenbauer, wurde das Lied als Einlaufmusik sowie Torhymne verwendet und mehrmals von den Fans angestimmt.

## Chartplatzierungen
Gute Freunde kann niemand trennen stieg am 15. Dezember 1966 auf Platz 32 in die deutschen Singlecharts ein und erreichte einen halben Monat später mit Rang 31 seine beste Notierung. Das Stück hielt sich insgesamt einen Monat in den Charts und war Beckenbauers einziger Charthit als Solokünstler. Im Jahr 1973 gelangte er als Teil der Nationalmannschaft mit Fußball ist unser Leben noch einmal in die deutsche Hitparade.
| ChartsChartplatzierungen | Höchstplatzierung | Monate |
| ------------------------ | ----------------- | ------ |
| Deutschland (GfK)        | 31 (1 Mt.)        | 1      |